# Anguillulina yanchiapingensis
Anguillulina yanchiapingensis is een rondwormensoort. De wetenschappelijke naam van de soort is voor het eerst geldig gepubliceerd in 1937 door Rahm.